# Houdancourt
Houdancourt är en kommun i departementet Oise i regionen Hauts-de-France i norra Frankrike. Kommunen ligger i kantonen Estrées-Saint-Denis som tillhör arrondissementet Compiègne. År 2022 hade Houdancourt 676 invånare.

## Befolkningsutveckling
Antalet invånare i kommunen Houdancourt
| Referens: INSEE |